# كولن تايلور (لاعب كرة قدم)
كولن تايلور (بالإنجليزية: Colin Taylor)‏ (24 أغسطس 1940 في المملكة المتحدة - 1 يونيو 2005) هو لاعب كرة قدم بريطاني في مركز الوسط. لعب مع كريستال بالاس ونادي والسول ونيوكاسل يونايتد ونادي كيدرمينستر هاريرز لكرة القدم ونادي ستوربريدج.